# Alexandria (British Columbia)

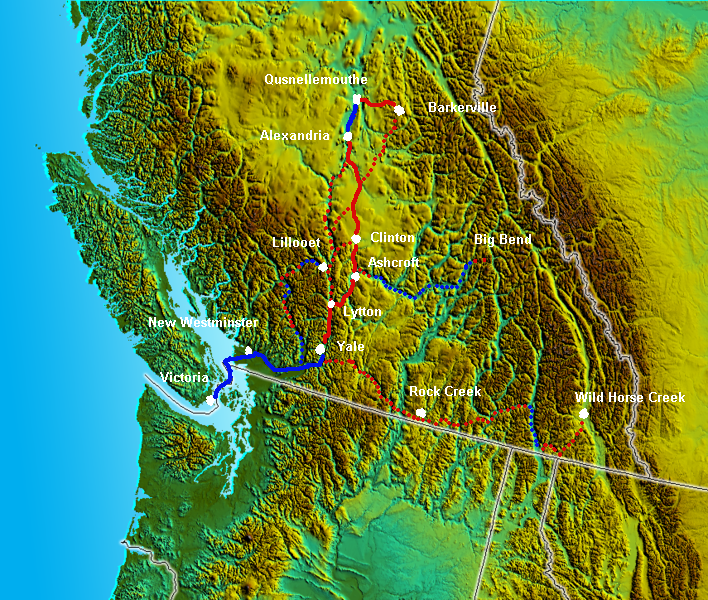
Lage von Alexandria, auf der Karte oben Mitte, an der Cariboo Road

Alexandria – auch Fort Alexandria genannt – war eine Siedlung am Fraser River südlich von Quesnel in der Provinz British Columbia. Alexandria liegt am Highway 97, circa 103 Meilen nördlich von 100 Mile House. Die Siedlung erlebte ihren Höhepunkt im Rahmen des Cariboo-Goldrausches.
Die Ortschaft – heute eine National Historic Site of Canada, zu der sie am 15. Mai 1925 erklärt wurde, entwickelte sich aus einem im Jahr 1821 durch die North West Company hier erbauten einen Posten als nördlichen Endpunkt der Cariboo Road (auch Cariboo Wagon Road oder Great North Road genannt). Nach der Zwangsvereinigung der North West Company mit der Hudson’s Bay Company wurde der Posten noch bis 1881 weiterbetrieben. 1915 wurden die letzten Gebäude abgerissen.
Das Fort erhielt seinen Namen zu Ehren von Alexander MacKenzie der hier bei seiner Entdeckungsreise zur Durchquerung Nordamerikas am 21. Juni 1793 ein Dorf der First Nations am Fraser River erreichte.
Der geplante Bau einer Straßenverbindung zwischen der Mündung des Bute Inlet und Alexandria, welcher von Alfred Waddington vorangetrieben wurde, war schließlich Auslöser für den Chilcotin-Krieg.

## Einzelnachweis
1. ↑  Fort Alexandria National Historic Site of Canada. In: Canadian Register of Historic Places. Abgerufen am 3. Juli 2013 (englisch).